# Lepidodes gallopavo
Lepidodes gallopavo är en fjärilsart som beskrevs av Druce. Lepidodes gallopavo ingår i släktet Lepidodes och familjen nattflyn. Inga underarter finns listade i Catalogue of Life.